# Tillandsia engleriana
Tillandsia engleriana är en gräsväxtart som beskrevs av Marx Carl Ludwig Ludewig Wittmack. Tillandsia engleriana ingår i släktet Tillandsia och familjen Bromeliaceae. Inga underarter finns listade i Catalogue of Life.